# Дж. Р. Р. Толкин
Джон Роналд Руел Толкин (на английски: John Ronald Reuel Tolkien), CBE FRSL, е британски писател, филолог и университетски преподавател, признат като основоположник на жанра фентъзи с романа си „Хобитът“ и неговото продължение, трилогията „Властелинът на пръстените“. На 28 март 1972 г. е удостоен със званието „Командор на Ордена на Британската империя“ заради приноса му към английската литература.
В периода 1925 – 1945 г. заме поста на професор по англосаксонски език на Роулинсън и Босуърт и лектор (fellow) на Колеж „Пемброук“, и двата в Оксфордския университет. След това се премества в Колеж „Мъртън“ в същия университет, където от 1945 г. до пенсионирането си през 1959 г. е професор по английски език и литература и лектор. Толкин е близък приятел на писателя Клайв Стейпълс Луис, с когото споделя членство в неформалната литературна дискусионна група „Инклинги“, известна със своите обсъждания на митология, религия и литература.
След смъртта на Толкиин синът му Кристофър Толкин публикува редица произведени, основани на обширните бележки и непубликувани ръкописи на баща си. Сред тях се откроява „Силмарилион“, който, заедно с „Хобитът“ и „Властелинът на пръстените“, формира цялостен корпус от приказки, поеми, измислени истории, изкуствени езици и литературни есета, описващи фантастичния свят Арда и неговата част Средната земя. Между 1951 и 1955 г. Толкин прилага термина Легендариум към по-голямата част от тези писания.

## Произход
Толкин е англичанин и се смята за такъв. Неговите преки предци по бащина линия са занаятчии от средната класа, които правят и продават часовници и пиана в Лондон и Бирмингам. 
Сем. Толкин произхожда от източнопруския град Кройцбург близо до Кьонигсберг, основан по време на средновековната германска експанзия на изток, където неговият най-ранен известен предшественик по бащина линия, Михел Толкин, е роден около 1620 г. Синът му Кристиан Толкин (1663 – 1746) е богат мелничар в Кройцбург. Синът на мелничаря, Кристиан Толкин (1706 – 1791), се премества от Кройцбург в близкия Гданск; 
Двамата сина  на Кристиан Толкин, Даниел Готлиб (1747 – 1813) и Йохан (по-късно известен като Джон) Бенямин (1752 – 1819), емигрират в Лондон през 1770 г. и стават предци на английското семейство; Йохан е вторият прадядо на писателя. През 1792 г. Джон Бенджамин Толкин и Уилям Грейвъл поемат мануфактурата „Ердли Нортън“ в Лондон, която оттогава продава часовници под името „Грейвъл и Толкин“. Даниел Готлиб получава британско гражданство през 1794 г., но Джон Бенджамин очевидно никога не става британски гражданин. Други немски роднини се присъединяват към двамата братя в Лондон. Няколко души с фамилно име „Толкин“ (Tolkien) или подобно изписване, някои от тях членове на същото семейство като Дж. Р. Р. Толкин, живеят в Северна Германия, но повечето от тях са потомци на хора, евакуирани от Източна Прусия през 1945 г., в края на Втората световна война.
Според Ричард Держински фамилното име „Толкин“ е от долнопруски произход и вероятно означава „син/потомък на Толк“. Толкин погрешно смята, че фамилията му произлиза от немската дума tollkühn, което означава „безразсъден“, и шеговито я вмъква като „камео“ в незавършения си роман The Notion Club Papers под буквално преведеното име Rashbold. Держински обаче показва, че това е псевдоетимология. 
Докато Дж. Р. Р. Толкин е бил наясно с германския произход на семейството си, познанията му за историята на семейството са били ограничени, защото е бил „рано изолиран от семейството на своя преждевременно починал баща“.

## Биография

### Детство
Джон Толкин, когото всички наричат на галено Роналд, е роден на 3 януари 1892 г. в Блумфонтейн – главният град в Оранжевата свободна държава (по-късно анексирана от Британската империя и днес Фрайстат в Република Южна Африка), в семейството на Артър Руел Толкин (1857 – 1896), английски банков управител, и съпругата му Мейбъл Съфилд (1870 – 1904). Двойката напуска Англия, когато Артър е повишен в ръководител на офиса в Блумфонтейн на британската банка, за която работи. Толкин има по-малък брат, Хилъри Артър Руел Толкин, роден на 17 февруари 1894 г.
Като дете Толкин е ухапан от голям паяк бабуин в градината – събитие, което някои смятат, че по-късно е отразено в неговите истории, въпреки че като възрастен той не признава действителния спомен за събитието. При по-ранен инцидент от ранната му детска възраст млад семеен слуга отнася бебето в чифлика си и го връща на следващата сутрин.
Когато е на три години, той отива в Бирмингам, Англия, на гости на леля си. На 15 февруари същата година баща му умира в Южна Африка от ревматична треска, преди да успее да се присъедини към тях. Това оставя семейството без доходи, така че майката на Толкин го взема да живее при родителите ѝ в предградието „Кингс Хийт“, Бирмингам. Скоро след това, през 1896 г., те се преместват в Сеърхол (сега в Хол Грийн), тогавашно село в Устършър, по-късно присъединено към Бирмингам.
Толкин обича да изследва водната мелница Сеърхол Мил и природния резерват Мозли Бог, и хълма Клент Хилс, хълмовете Лики Хилс и района Малвърн Хилс, които по-късно вдъхновяват сцени в книгите му, заедно с близките градове и села като Бросгроув, Олстър и Алвсчърч, и места като фермата на леля му Джейн „Баг Енд“, чието име той използва в своите произведения.
Майка му се отдава на идеята да даде добро възпитание и образование на децата си. Тя обучава двете си деца у дома. Роналд, както е известен в семейството, е запален ученик. Тя го научава на много ботаника и събужда в него удоволствието от вида и усещането на растенията. Малкото момче обича да рисува пейзажи и дървета, но любимите му уроци са тези, свързани с езиците, а майка му го научава на основите на латински много рано. Толкин може да чете на 4-годишна възраст и скоро след това може да пише свободно. Майка му му позволява да чете много книги. Той не харесва „Островът на съкровищата“ и „Хамелнският ловец на плъхове“ и смята, че „Алиса в Страната на чудесата“ от Луис Карол е „забавна, но смущаваща“. Харесва истории за „червените индианци“ (терминът, използван тогава за индианците в приключенските истории) и фантастичните произведения на Джордж Макдоналд. „Приказните книги" на Андрю Ланг са особено важни за него и тяхното влияние е очевидно в някои от по-късните му писания.
Майка му е приета в Римокатолическата църква през 1900 г. въпреки яростните протести на нейното баптистко семейство, което спира всякаква финансова помощ за нея. През 1904 г., когато Дж. Р. Р. Толкин е на 12 години, 34-годишната му майка умира от остър захарен диабет. Роналд и брат му Хилари се преместват при леля им Беатрис Съфилд. Девет години след нейната смърт Толкин пише: „Моята скъпа майка наистина бе мъченица и Бог не дава на всеки толкова лесен път към великите си дарове, както направи за Хилари и мен, давайки ни майка, която уби сама себе си с труд и проблеми, за да ни осигури запазване на вярата."
Преди смъртта си майка му дава настойничеството над синовете си на своя близък приятел, отец Франсис Ксавие Морган от ораторията в Бирмингам, на когото е възложено да ги възпита като добри католици. В писмо от 1965 г. до сина си Майкъл Толкин си спомня за влиянието на човека, когото винаги е наричал „татко Франсис“: „... за първи път научих милосърдие и прошка от него и в светлината на това пробих дори „либералната“ тъмнина, от която излязох, знаейки повече за „Кървавата Мери“, която никога не бе спомената освен като обект на нечестиво поклонение от страна на романистите.“ След смъртта на майка си Толкин израства в района на Еджбастън в Бирмингам и посещава Училището на крал Едуард в Бирмингам, а по-късно Училището „Свети Филип“. През 1903 г. печели стипендия на фондацията и се връща в Училището на крал Едуард.
Скоро отношенията на двете момчета с леля им се обтягат и отецът им помага да си намерят евтин пансион, където Роналд се запознава с красивата девойка Едит Мери Брат. С голям интерес Толкин попива знания за нови езици, участва в училищния отбор по ръгби. Отец Морган не е очарован от появата на Едит, която е с три години по-голяма от него. Той обяснява на Роналд, че без стипендия не би могъл да завърши образованието си, а за тази цел трябва да се справи блестящо на приемните изпити в Оксфордския университет. Толкин обещава да прекрати връзката си с Идит до навършването на 21 години.

### Младежки години
В началото на 1908 г. Роналд и брат му се местят да живеят в общежитие зад църквата и Роналд започва първата си година в Оксфорд. Там скоро забелязват таланта му по отношение усвояването на нови езици. Докато е в ранните си тийнейджърски години, Толкин се среща за първи път с изкуствения език Анималик, изобретение на неговите братовчеди Мери и Марджъри Инкълдън. По това време той изучава латински и англосаксонски. Техният интерес към Анималик скоро изчезва, но Мери и други, включително самият Толкин, изобретяват нов и по-сложен език, наречен Невбош. Следващият изкуствен език, с който започва да работи, Нафарин, е негово собствено творение. Толкин научава есперанто известно време преди 1909 г. Около 10 юни 1909 г. той съставя "The Book of the Foxrook" – тетрадка от шестнадесет страници, където се появява „най-ранният пример за една от изобретените от него азбуки". Кратките текстове в тази тетрадка са написани на есперанто.
През 1911 г., докато са в Училището на крал Едуард, Толкин и трима негови приятели Роб Гилсън, Джефри Баче Смит и Кристофър Уайзман, създават полутайно общество, което наричат TCBS. Инициалите означават Чаен клуб и Баровианско дружество (Tea Club and Barrovian Society), намеквайки за техния обичай да пият чай в магазините на Бароу в близост до училището и тайно в училищната библиотека. След като напускат училище, членовете поддържат връзка и през декември 1914 г. провеждат съвет в Лондон в дома на Уайзман. За Толкин резултатът от тази среща е силна отдаденост на писането на поезия.
През 1911 г. Толкин отива на лятна ваканция в Швейцария ‐ пътуване, което той си спомня ярко в писмо от 1968 г., отбелязвайки, че пътуването на Билбо Бегинс през Мъгливите планини е пряко базирано на неговите приключения, докато групата им от 12 души се разхожда от Интерлакен до Лаутербрунската долина и на лагер в морените отвъд Мюрен. Петдесет и седем години по-късно Толкин си спомня съжалението си, че е напуснал гледката към вечните снегове на Юнгфрау и Зилберхорн, „Силвертин (Мория) на моите мечти“. Те преминават през Клайне Шайдег, Гринделвалд и продължават през Гросе Шайдег до Майринген. Продължават през прохода Гримзел, през Горно Вале до Бриг и по-нататък до Алечкия ледник и Цермат.
През октомври същата година Толкин започва да учи в Колеж „Екзетър“ в Оксфорд. Първоначално учи класически езици, но през 1913 г. променя курса си с английски език и литература, завършвайки през 1915 г. с отличие с грамота. Сред неговите преподаватели в Оксфорд е Джоузеф Райт, чийто „Буквар по готически език“ вдъхновява Толкин като студент.

### Ухажване и брак
На 16-годишна възраст Толкин се запознава с Едит Мери Брат, която е три години по-възрастна от него, когато той и брат му Хилари се преместват в пансиона, където тя живее в бирминганското предградие „Еджбъстън“. Неговият настойник отец Морган му забранява да се среща, да говори или дори да си кореспондира с нея, докато не навърши 21 години. Толкин се подчинява на тази забрана докрай, с едно забележително ранно изключение, за което отец Морган заплашва да прекъсне университетската му кариера, ако не престане.
Вечерта на своя 21-ви рожден ден Толкин пише на Едит, която живее със семейния приятел Ч. Х. Джесъп в Челтнъм. Той заявява, че никога не е преставал да я обича и я моли да се омъжи за него. Едит отговаря, че вече е приела предложението на Джордж Фийлд, брат на един от най-близките ѝ приятели от училище. Но тя казва, че се е съгласила да се омъжи за Фийлд само защото се е чувствала „на рафта“ и е започнала да се съмнява, че Толкин все още държи на нея. Тя обяснява, че заради писмото на Толкин всичко се е променило.
На 8 януари 1913 г. Толкин пътува с влак до Челтнъм и е посрещнат на перона от Едит. Двамата се разхождат в провинцията, сядат под железопътен виадукт и си говорят. До края на деня Едит се съгласява да приеме предложението на Толкин. Тя пише на Фийлд и му връща годежния пръстен. След годежа им протестантката Едит неохотно обявява, че приема Католицизма по настояване на Толкин.
Едит Брат и Роналд Толкин са официално сгодени в Бирмингам през януари 1913 г. и се женят в католическата църква „Света Мария Непорочна“ в Уорик на 22 март 1916 г. В писмото си до Майкъл от 1941 г. Толкин изразява възхищение от желанието на жена си да се омъжи за мъж без работа, малко пари и никакви перспективи, освен вероятността да бъде убит в Първата световна война. През същата година Толкин държи държавни изпити за степен „бакалавър по хуманитарни науки“. След две години получава първа степен по английски език и литература.

### Първа световна война
През август 1914 г. Великобритания влиза в Първата световна война. Роднините на Толкин са шокирани, когато той избира да не постъпи незабавно като доброволец в британската армия. Вместо това той влиза в програма, чрез която отлага записването до завършване на дипломата си. Назначен е като временен втори лейтенант в Ланкашърските стрелци на 15 юли 1915 г. Той тренира с 13-ти (резервен) батальон в Канок Чейз, Ръджли Камп близо до Ръджли в продължение на 11 месеца. След сватбата си сем. Толкин се настанява близо до тренировъчния лагер. На 2 юни 1916 г. Толкин получава телеграма, призоваваща го във Фолкстън за изпращане във Франция.
На 5 юни 1916 г. се качва на военен транспорт за нощно пътуване до Кале. Подобно на други войници, пристигащи за първи път, той е изпратен в базовото депо на британските експедиционни сили в Етапъл. На 7 юни е информиран, че е назначен като офицер свързочник към 11-ти (обслужващ) батальон – този на Ланкашърските стрелци. Батальонът е в състава на 74-а бригада, 25-а дивизия. Докато чака да бъде повикан в отряда си, Толкин скучае. За да мине времето, той пише стихотворение, озаглавено „Самотният остров“, което е вдъхновено от чувствата му по време на пътуването до Кале. За да избегне пощенската цензура на британската армия, той разработва код от точки, чрез който Едит може да проследява движенията му. Той напуска Етапъл на 27 юни 1916 г. и се присъединява към своя батальон в Рубемпре близо до Амиен. Той се озовава командващ войници, които са привлечени главно от миньорските, мелничарските тъкачните градове на Ланкашър.
Толкин пристига на Сома в началото на юли 1916 г. Между мандатите зад линиите при Бузинкур участва в щурмовете на Швабенския редут и Лайпцигския издатък. На 27 октомври 1916 г., докато неговият батальон атакува Реджина Тренч, Толкин се заразява с окопна треска – болест, пренасяна от въшки. Той е инвалидизиран в Англия на 8 ноември 1916 г. Много от най-скъпите му приятели от училище са убити във войната. Батальонът му е почти напълно унищожен след завръщането му в Англия.
Слабият и изтощен Толкин прекарва остатъка от войната, редувайки се между болници и задължения в гарнизона, като е считан за негоден от медицинска гледна точка за обща служба. По време на възстановяването си във вила в Литъл Хейууд, Стафордшър, той започва да работи върху това, което нарича „Книга на изгубените предания“, започвайки с „Падането на Гондолин“. Книгата представлявя опита му да създаде митология за Англия – проект, който той изоставя, без да завърши. По това време той вярва, че някога Англия е била богата с множество легенди и предания, такива като скандинавските митове, ирландските саги и келтските епоси. Те обаче са изгубени след завладяването на острова от норманите през 1066 г. Така страната остава „пропита“ с келтската, но не и с англосаксонската митология и фолклор.
През 1917 и 1918 г. заболяването му продължава да се повтаря, но той се е възстановил достатъчно, за да изпълнява домашна служба в различни лагери. По това време жена му ражда първото им дете, Джон Франсис Руел Толкин. Толкин е повишен във временно звание „лейтенант“ на 6 януари 1918 г. Същата година семейството се премества да живее в Оксфорд.
На 16 юли 1919 г. Толкин е отстранен от активна служба във Фовант, на равнината Солсбъри, с временна пенсия за инвалидност. На 3 ноември 1920 г. е демобилизиран и напуска армията, запазвайки ранга си на лейтенант.

### В Оксфорд и Лийдс
След края на Първата световна война през 1918 г. първата цивилна работа на Толкин е по Оксфордския речник на английския език, където той работи главно върху историята и етимологията на думи от германски произход, започващи с буквата W. В средата на 1919 г. започва да обучава частно студенти от Оксфорд, най-вече тези от Лейди Маргарет Хол и Колеж „Сейнт Хю“, като се има предвид, че женските колежи имат голяма нужда от добри преподаватели в ранните си години и Толкин като женен академик (тогава все още не често срещано) е счетен за подходящ, тъй като не би бил такъв като ерген.
През 1920 г. се ражда вторият му син, Майкъл. Междувременно Толкин вече е направил няколко по-забележими опита в областта на литературата с „Таласъмска крачка“ (1915) и „Веселите моряци“ (1920).
През 1920 г. той става преподавател по английски език в Университета в Лийдс, като става най-младият член на академичния състав там. Докато е в Лийдс, той създава A Middle English Vocabulary и окончателно издание на „Сър Гауейн и Зеленият рицар“ с Е. В. Гордън; и двете стават академични стандартни произведения за няколко десетилетия. Също така превежда „Сър Гауейн“, „Перла“ и „Сър Орфео“, но преводите му са публикувани едва през 1975 г. През 1924 г. става в професор в Лийдс. През същата година се ражда най-известният му син – Кристофър Толкин, бъдещ редактор на посмъртно издадените му творби и техен най-голям познавач.
През лятото на 1925 г. той и жена му Едит, заедно със синовете си Джон (почти на 8 г.), Майкъл (почти на 5 г.) и Кристофър (ненавършил 1 г.), заминават на почивка във Файли, градче на йоркшърския бряг, където и до днес ходят много туристи. Там наемат вила, построена върху скала, надвиснала над плажа и морето. По това време Майкъл е болезнено привързан към мъничко оловно куче-играчка, което носи навсякъде със себе си. По време на една плажна разходка той се увлича в хвърлянето на камъчета във водата и за миг оставя кученцето на пясъка. На този фон мъничката петниста играчка изчезва. Майкъл е съкрушен. До вечерта и през целия следващ ден Толкин и малкият Джон търсят кученцето безрезултатно. За да успокои Майкъл, давайки му разбираемо „обяснение“ за съдбата на любимата му играчка, Роналд измисля приказка, в която живо кученце на име Роувър е превърнато в играчка от магьосник, впоследствие изгубено на плажа от момченце досущ като Майкъл, среща комичен „пясъчен вълшебник“ и преживява цял куп приключения на Луната и в морето. Това е приказката, известна днес като „Роувърандъм“. Тя не е създадена наведнъж. Много нейни части са допълвани през годините. Освен това тя е записана в писмен вариант години по-късно, а е публикувана за първи път едва през 1998 г. под вещата редакция на Кристина Скъл и Уейн Г. Хамънд, които намират в текста ѝ препратки към различни източници – от норвежките саги до Едит Несбит, както и първообраза на елементи от класическата толкинова митология. През април същата 1925 г. Джон Р. Р. Толкин и Е. В. Гордън публикуват своя превод на „Сър Гауейн и Зеленият рицар“, а през октомври започва работа в Оксфорд като преподавател по англосаксонски език и литература. Преподава и в Колеж „Пемброук“ за следващите 24 години.
През октомври 1925 г. се завръща в Оксфорд като Роулинсън и Босуърт професор по англосаксонски език, със стипендия в Колеж „Пемброук“. По време на престоя си там Толкин пише „Хобитът“ и първите два тома на „Властелинът на пръстените“, докато живее на 20 Northmoor Road в Северен Оксфорд. 1926 г. не е особено продуктивна за него, като се изключи статията му „Филология – общи творби“ в „Годишник по английски език и литература“. Същата година той се запознава с К. С. Луис.
През 1920-те г. Толкин предприема превод на „Беоулф“, който завършва през 1926 г., но не го публикува. По-късно е редактиран от неговия син Кристофър и публикуван през 2014 г. Десет години след като завършва превода си, Толкин изнася високо оценена лекция върху творбата „Беоулф: Чудовищата и критиците“ ("Beowulf: The Monsters and the Critics"), която оказва трайно влияние върху изследването на Беоулф. Луис Е. Никълсън каза, че статията е „широко призната като повратна точка в критиката на Беоулф“, отбелязвайки, че Толкин установява първенството на поетичния характер на произведението за разлика от неговите чисто езикови елементи. По онова време консенсусът на учените осъжда „Беоулф“ за това, че се занимава с детински битки с чудовища, а не с реалистична племенна война. Толкин твърди, че авторът на „Беоулф“ се обръща към човешката съдба като цяло, а не като ограничена от конкретна племенна политика, и следователно чудовищата са от съществено значение за поемата. Там, където „Беоулф“ се занимава със специфични племенни борби, както във Финсбург, Толкин категорично се противопоставя на четенето във фантастични елементи. В есето Толкин разкрива колко високо цени „Беоулф“: „„Беоулф“ е сред най-ценните ми източници“; това влияние може да се види в целия му легендариум за Средната земя.
През следващите няколко години той се отдава на преподавателската си работа. Заедно с приятелите си К. С. Луис, Чарлз Уилямс и Оуен Барфийлд поставя началото на неформалния литературен кръг „Инклинги“. През 1932 г. той публикува филологическо есе за името "Nodens", след разкриването на римски асклепион от сър Мортимър Уилър в Лидни Парк, Глостършър, през 1928 г.
След няколко години започва писането на епичния цикъл от митове и легенди за Средната земя, наречена „Силмарилион“. Всъщност Толкин започва да пише поеми, включени по-късно в същата книга, още по фронтовете на Първата световна война, но едва по-късно изгражда основната част от повествованието.

### В света на Средната земя
През 1929 г. се ражда дъщеря му Присила. Идеите на Толкин за неговата митология вече се развиват, но само в ума му. Около 1933 г. той за пръв път подхваща историята за малко същество, наречено Билбо Бегинс, и през 1936 г. завършва „Хобитът“ – първата му издадена книга, свързана със Средната земя. Това е хòбит – странно малко същество, живеещо в не по-малко странна страна. Билбо е въвлечен от вълшебника Гандалф в приключение заедно с тринадесет джуджета, тръгнали да открият заедно едно съкровище, пазено от дракона Смог. Но хобитът Билбо си има богатство и тръгва на път най-вече заради приключенията и заради приятелите, които познава съвсем отскоро. 40-те търсачи на съкровището минават през всякакви препятствия, срещат се с всевъзможни същества (и добри и лоши), за да стигнат до леговището на дракона. Историята около написването на книгата се е превърнала в легенда. Една вечер, докато проверява студентски съчинения, Толкин попада на празен лист. Той импулсивно го хваща и написва: „В една дупка в земята живееше хòбит.“ С тези думи той поставя началото на световната си известност. Книгата си за Билбо той завършва през 1936 г. Пълната версия на романа излиза през 1948 г.
Същата година той чете и прочутата си лекция „Беоулф: за чудовищата и критиците“ и излиза известната книга „Песни за филолози“, в която той публикува пет поеми на англосаксонски, една на готически и седем на английски език. На следващата година той публикува „Беовулф: за чудовищата и критиците“ (1 юли 1937), а на 21 септември излиза и неговата първа „книга на славата“ – „Хобит или дотам и обратно“. Увлекателният детско-юношески роман се радва на неочакван успех. Второто издание се появява през 1951 г., а третото – през 1966 г. В по-късни издания са правени корекции. Анотирано издание се публикува през 1988 г. Издателство „Алън и Ънуин“ веднага поисква от професора продължение на чудната история, останала с така приятно „отворен финал“. Толкин веднага се заема с поставената задача. В следващите четири години той се отдава почти изцяло на това продължение, което започва да натрупва все повече и повече обем под влияние на събираните през годините идеи на талантливия професор. През 1939 г. чете прословутата си лекция „За вълшебните предания“, а през 1940 г. излиза „Беоулф и фрагмента Финесбург“ – превод в проза на съвременен английски език от Джон Р. Кларк Хол, където са включени „Встъпителни бележки върху превода в проза на Беоулф“ от Толкин. С това се продължава успешната серия издания на „Джордж Алън и Ънуин“, а ученият трупа все повече слава и най-вече авторитет. Резултатът не закъснява – още на следващата година той става професор по английски език и литература в Оксфорд – пост, който заема до пенсионирането си през 1959 г. Заедно с това е издадена и „Листо от дребносръчко“ – разказ, преиздаден по-късно в „Дърво и лист“ (28 май 1964). Следващата прочута приказка на Толкин (след „Листо от дребносръчко“), публикувана по-късно в „Опасното кралство“, излиза през 1949 г. Става дума за „Фермерът Джайлс от Емз“ (октомври 1949 г., илюстрирана от най-известния илюстратор на толкиновите творби Полин Бейнс).
Дванадесет години отнема на Толкин да довърши своята най-епична творба. По времето, когато я завършва, той не е далеч от 60-годишнината си и с нетърпение чака издаването ѝ, но не е сигурен дали желае да бъде публикувана от дотогавашните му издатели от „Алън и Ънуин“, макар че по време на работата си обсъжда с тях ръкописа и получава горещо одобрение. Проблемът се корени в неговата стара мечта – книгата с „изгубените предания“, която той копнее да публикува. През 1937 г. от издателството, макар и не напълно, отказват да я публикуват. Стенли Ънуин просто заявява, че е неподходяща за продължение на „Хòбитът“. Толкин така и не предлага втори път тази книга на „Алън и Ънуин“ с презумпцията, че щом веднъж са „отказали“, ще откажат отново. Роналд желае да публикува своите ранни съчинения заедно с новата си книга, тъй като тя в голяма степен се откъсва от „Хобитът“ и съдържа множество реминисценции именно от онези творби на писателя. Ала над всичко Толкин копнее да намери публика за старата си творба, тъй че когато Милтън Уолдман от издателска къща „Колинс“ показва интереса си към двете книги – старата и новата, Роналд е твърде склонен да изостави „Алън и Ънуин“.

### Втора световна война
В навечерието на Втората световна война Толкин е определен като криптоаналитик. През януари 1939 г. той е помолен да служи в криптографския отдел на Министерството на външните работи в случай на национално извънредно положение. Започвайки на 27 март, той има курс за обучение в лондонския щаб на Школата за правителствени код и криптиране. Той е информиран през октомври, че услугите му няма да бъдат необходими.
През 1945 г. Толкин се премества в Колеж „Мъртън“ към Оксфордския университет, като става професор по английски език и литература, на който пост остава до пенсионирането си през 1959 г. Той служи като външен изпитващ в Университетския колеж „Голуей“ (сега NUI Galway), в продължение на много години. През 1954 г. Толкин получава почетна степен от Националния университет на Ирландия (чийто университетски колеж „Голуей“ е съставен колеж). Толкин завършва „Властелинът на пръстените“ през 1948 г., близо десетилетие след първите чернови.

### Пенсиониране
Като пенсионер от 1959 г. до смъртта си през 1973 г. Толкин получава непрекъснато нарастващо обществено внимание и литературна слава. През 1961 г. неговият приятел Клайв Стейпълс Луис дори го номинира за Нобелова награда за литература. Продажбите на книгите му са толкова печеливши, че той съжалява, че не е избрал ранното пенсиониране.
Вниманието на феновете става толкова интензивно, че Толкин трябва да извади телефонния си номер от публичния указател и в крайна сметка той и жена му се местят в Борнмът, който тогава е морски курорт, покровителстван от британската висша средна класа. Статутът на Толкин като автор на бестселъри им позволява лесно да влязат в културно общество, но на Толкин много му липсва компанията на неговите събратя Инклинги. Едит обаче е изключително щастлива да влезе в ролята на светска домакиня, което е причината Толкин да избере Борнмът на първо място. Истинската и дълбока привързаност между двамата е демонстрирана от тяхната грижа за добруването на другия, в детайли като опаковане на подаръци, в щедрия начин, по който той се отказва от живота си в Оксфорд, за да може тя да се пенсионира в Борнмът, и в нейната гордост, че той става известен автор. Свързва ги и любовта към децата и внуците.
Когато се пенсионира, Толкин е консултант и преводач на Йерусалимската Библия, публикувана през 1966 г. Първоначално му е възложена по-голяма част от превода, но поради други ангажименти успява да предложи само някои критики на други сътрудници и превод на Книгата на Йона.

### Последни години
Съпругата му Едит умира на 29 ноември 1971 г. на 82-годишна възраст. Името „Лутиен“ е гравирано върху надгробния ѝ камък в гробището „Уолвъркот“ в Оксфорд. Писателят се завръща в Оксфорд, където Колеж „Мъртън“ му предоставя удобни стаи за живеене близо до главната улица „Хай Стрийт“.
Става командор на Ордена на Британската империя в новогодишните почести през 1972 г. и получава отличителните знаци на ордена в Бъкингамския дворец на 28 март 1972 г. През същата година Оксфордският университет му дава почетна докторска степен по литература.
81-годишният Толкин умира на 2 септември 1973 г. от кървяща язва и инфекция на гръдния кош. Той е погребан в същия гроб на жена му, като към името му е добавено „Берен“. Завещанието му е отворено на 20 декември 1973 г., като имуществото му е оценено на 190 577 британски лири (еквивалентно на 2,911,000 британски лири през 2023 г.).

## Семейство
Писателят има четири деца от съпругата си: Джон Франсис Руел Толкин (17 ноември 1917 г. – 22 януари 2003 г.), Майкъл Хилари Руел Толкин (22 октомври 1920 г. – 27 февруари 1984 г.), Кристофър Джон Руел Толкин (21 ноември 1924 г. – 16 януари 2020 г.) и Присила Мери Ан Руел Толкин (18 юни 1929 г. – 28 февруари 2022 г.). Толкин е много отдаден на децата си и им изпраща илюстрирани писма от Дядо Коледа, когато са малки.

## Възгледи

### Религия
Католицизмът на Толкин е важен фактор за обръщането на К. С. Луис от атеизма към християнството и се предполага, че Толкин е бил обезпокоен, че Луис е избрал да се присъедини към Англиканската църква (въпреки че изглежда няма реални доказателства за това). Веднъж той пише на дъщерята на Рейнър Ънуин Камила, която иска да знае целта на живота, че тя е „да увеличим според възможностите си познанието си за Бога с всички средства, които имаме, и да бъдем подтикнати от това да хвалим и благодарим." Той храни специална преданост към Благословеното причастие, като пише на сина си Майкъл, че в „Благословеното причастие ... ще намериш романтика, слава, чест, вярност и истинския път на всички твои любови на земята, и повече от това". Насърчава честото приемане на Свето Причастие, като отново пише на сина си Майкъл, че „единственият лек за отслабването на вярата е Причастието“. Той вярва, че Католическата църква е истинска най-вече поради гордостта на мястото и честта, в която държи Благословеното причастие. В последните години от живота си Толкин се съпротивлява на литургичните промени, въведени след Втория ватикански събор, особено на използването на английски език за литургията; той продължава да отговаря на латински, високо, игнорирайки останалата част от Конгрегацията.

### Раса
Фентъзи писанията на Толкин често са обвинявани, че въплъщават расистко отношение. Учените отбелязват, че той е бил повлиян от викторианското отношение към расата и към литературната традиция на чудовищата и че е бил антирасист в мирно време и по време на световните войни. С фона на Евгениката от края на 19 век и страха от морален упадък някои критици виждат споменаването на смесването на расите във „Властелинът на пръстените“ като въплъщение на научен расизъм. Други коментатори виждат в орките на Толкин отражение на военновременните пропагандни карикатури на японците. Критиците отбелязват, че творбата въплъщава морална география, с добро на Запад и зло на Изток. Срещу това учените отбелязват, че Толкин е бил възмутен в мирно време от нацистката расова теория, докато по време на Втората световна война е бил също толкова отвратен от антигерманската расова пропаганда. Други учени заявяват, че Средната земя на Толкин определено е поликултурна и многоезична и че атаките срещу Толкин въз основа на „Властелинът на пръстените" често пропускат доказателства от текста.

### Природа
През по-голямата част от живота му природозащитата (Консервационизмът) все още не е в политическия дневен ред и самият Толкин не изразява директно природозащитни възгледи освен в някои частни писма, в които разказва за привързаността си към горите и тъгата от изсичането на дървета. В по-късните години редица автори на биографии или литературни анализи на Толкин заключават, че по време на писането на „Властелинът на пръстените“ той придобива повишен интерес към стойността на дивата и неопитомена природа и към защитата на това, което дивата природа е оставила в света индустриализиран свят.

## Произведения

### Влияния
Фентъзи книгите на Толкин за Средната земя, особено „Властелинът на пръстените“ и „Силмарилион“, се основават на широк спектър от влияния, включително неговия филологически интерес към езика, християнството, Средновековието, митологията, археологията, древната и съвременната литература и личния опит. Неговата филологическа работа е съсредоточена върху изучаването на староанглийската литература, особено „Беоулф“, и той признава значението ѝ за своите писания. Той е надарен лингвист, повлиян от германския, келтския, финландския, и старогръцкия език и митология. Коментаторите се опитват да идентифицират много литературни и топологични антецеденти за герои, места и събития в писанията на Толкин. Някои писатели са важни за него, включително специалистът по изкуства и занаяти Уилям Морис и той несъмнено използва някои истински имена на места, като например Bag End – името на дома на леля си. Той също така признава Джон Бюкан и Хенри Райдър Хагард, автори на съвременни приключенски истории, които му харесват. Установени са ефектите от някои специфични негови преживявания. Детството на Толкин в английската провинция и нейната урбанизация чрез разрастването на Бирмингам повлияват на създаването на Графството, докато личният му опит от окопната война на Първата световна война повлиява на изобразяването му на Мордор.

#### „Беоулф: Чудовищата и критиците“
Освен че пише художествена литература, Толкин е автор на академична литературна критика. Неговата фундаментална лекция от 1936 г., публикувана по-късно като статия, революционизира отношението към англосаксонския епос „Беоулф“ от литературните критици. Есето остава силно влиятелно в изучаването на староанглийската литература и до днес. „Беоулф“ е едно от най-значимите влияния върху по-късната белетристика на Толкин, като основните детайли както на „Хобитът“, така и на „Властелинът на пръстените“ са адаптирани от поемата.

#### „За приказките“
В това есе се разглежда приказката като литературна форма. Първоначално е написано като лекция за Андрю Ланг от 1939 г. в университета „Сейнт Андрюс“, Шотландия. Толкин се фокусира върху работата на Андрю Ланг като фолклорист и събирач на приказки. Той не е съгласен с широкото включване на Ланг в неговите колекции от Приказни книги с приказки за пътешественици, басни за животни и други видове истории. Толкин поддържа по-тясна перспектива, разглеждайки приказките като такива, които се случват във Феерията – омагьосано царство, със или без феи като герои. Той ги разглежда като естествено развитие на взаимодействието на човешкото въображение и човешкия език.

#### Детски книги и други кратки произведения
В допълнение към своите митопоетични композиции Толкин обича да измисля фантастични истории, за да забавлява децата си. Той пише годишни коледни писма до Дядо Коледа за тях, изграждайки поредица от къси разкази (по-късно събрани и публикувани като „Писма от Дядо Коледа“). Други произведения включват „Мистър Блис“ и „Роувърандъм“ (за деца) и „Листо от дребносръчко“ (част от Tree and Leaf), „Приключенията на Том Бомбадил“, „Ковача от Голямо Омайно“ и „Червенокосият Джайлс“. „Роувърандъм“ и „Ковача от Голямо Омайно“, подобно на „Хобитът“, заимстват идеи от неговия легендариум.

#### „Хобитът“
Толкин никога не е очаквал историите му да станат популярни, но по чиста случайност книгата му, наречен „Хобитът“, която той пише няколко години по-рано за собствените си деца, попада през 1936 г. на вниманието на Сюзън Дагнал, служител на лондонската издателска фирма „Джордж Алън и Ънуин“, който убеждава Толкин да я предостави за печат. Когато е публикувана година по-късно, книгата привлича както възрастни читатели, както и деца, и става достатъчно популярна, за да могат издателите да поискат от Толкин да направи продължение.

#### „Властелинът на пръстените“
Искането за продължение кара Толкин да започне това, което стана най-известното му произведение: епичният роман „Властелинът на пръстените“ (първоначално публикуван в три тома през 1954 – 1955 г.). Толкин прекарва повече от десет години в писане на основния разказ и приложенията към книгата, през което време получава постоянната подкрепа на Инклингите, по-специално на най-близкия си приятел К. С. Луис, автор на „Хрониките на Нарния“. И „Хобитът“, и „Властелинът на пръстените“ се развиват на фона на „Силмарилион“, но във време много след него.
Първоначално Толкин възнамерява „Властелинът на пръстените“ да бъде детска история в стила на „Хобитът“, но бързо става по-мрачна и по-сериозна в писането. Въпреки че е пряко продължение на „Хобитът“, книгата се обръща към по-възрастна аудитория, черпейки от огромната предистория на Белерианд, която Толкин е изградил в предишни години и която в крайна сметка е публикувана посмъртно в „Силмарилион“ и други томове. Толкин силно повлиява на фентъзи жанра, който израства след успеха на книгата.
„Властелинът на пръстените“ става изключително популярна през 60-те години на миналия век и остава такава досега, класирайки се като едно от най-популярните произведения на художествената литература на 20 век, оценено както от проучванията на продажбите, така и от проучванията на читателите. В проучването „Голямото четене“ от 2003 г. на Би Би Си „Властелинът на пръстените“ е „Най-обичаният роман“ в Обединеното кралство. В анкета от 1999 г. сред клиенти на Amazon.com книгата е оценена като любимата „книга на хилядолетието“. През 2002 г. Толкин е избран за 92-ия „най-велик британец“ в анкета, проведена от Би Би Си, а през 2004 г. е избран за 35-ти в класацията „Велики южноафриканци“ на SABC3 – единственият човек, който фигурира и в двата списъка.

#### „Силмарилион“
Толкин пише кратка „Скица на митологията“, която включва приказките за Берен и Лутиен и за Турин; и тази скица в крайна сметка еволюира в Quenta Silmarillion – епична история, която Толкин започва три пъти, но никога не публикува. Той отчаяно се надява да я публикува заедно с „Властелинът на пръстените“, но издателите (както „Алън и Ънуин“, така и „Харпър Колинс“) отказват. Освен това разходите за отпечатване са много високи през 50-те години във Великобритания, което налага „Властелинът на пръстените“ да бъде публикуван в три тома. Историята на това непрекъснато преработване е разказана в посмъртната поредица „История на Средната земя“, редактирана от сина му Кристофър Толкин. От около 1936 г. Толкин започва да разширява тази рамка, за да включи приказката за Падането на Нуменор, която е вдъхновена от легендата за Атлантида.
Толкин назначава сина си Кристофър за негов литературен изпълнител и той (със съдействието на Гай Гавриел Кай, по-късно сам известен автор на фентъзи) организира част от този материал в един последователен том, публикуван като „Силмарилион“ през 1977 г. Получава наградата „Локус“ за най-добър фентъзи роман през 1978 г.

#### „Недовършени предания“ и „История на Средната земя“
През 1980 г. Кристофър Толкин публикува колекция от по-фрагментирани материали под заглавието „Недовършени предания за Нуменор и Средната земя“. През следващите години (1983 – 1996) той публикува голямо количество от останалите непубликувани материали, заедно с бележки и обширни коментари, в поредица от дванадесет тома, наречена „История на Средната земя“. Те съдържат недовършени, изоставени, алтернативни и откровено противоречиви разкази, тъй като те винаги са били в процес на работа за Толкин и той рядко се е спирал на окончателна версия за някоя от историите. Няма пълна последователност между „Властелинът на пръстените“ и „Хобитът“, двете най-тясно свързани творби, защото Толкин никога не е интегрирал напълно всичките им традиции една в друга. Той коментира през 1965 г., докато редактира „Хобитът“ за трето издание, че би предпочел да пренапише книгата изцяло заради стила на нейната проза.

#### Творби, завършени от сина му Кристофър
- 2007: „Децата на Хурин“ (разказва историята на Турин Турамбар и неговата сестра Ниенор, деца на Хурин Талион[143])
- 2009: „Легендата за Сигурд и Гудрун“ (преразказва легендата за Сигурд и падането на нибелунгите от германската митология като наративна поема в алитерационен стих, моделирана според староскандинавската поезия на Поетичната Еда[144])
- 2013: „Падането на Артур“ (наративна поема, създадена от Толкин в началото на 30-те години на 20 век, вдъхновена от средновековната артурианска фантастика, но поставена в периода след римската миграция, показваща Артур като британски военачалник, който се бие срещу саксонското нашествие[145])
- 2014: „Беоулф: Превод и коментар“ (прозаичен превод на Беоулф, направен от Толкин през 20-те години на 20 век, с коментар от бележките на лекциите му[146][147])
- 2015: „Историята на Кулерво“ (преразказ на финландска поема от 19. век, която Толкин е написал през 1915 г., докато учи в Оксфорд.[148])
- 2017: „Берен и Лутиен“ (един от най-старите и най-често ревизираните в Легендариума на Толкин; версия се появява в „Силмарилион“[149])
- 2018: „Падането на Гондолин“ (разказва за красив, мистериозен град, унищожен от тъмни сили; Толкин го нарича „първата истинска история“ за Средната земя[150][151]).

### Местоположение на ръкописите му
Преди смъртта си Толкин договаря продажбата на ръкописите, черновите, коректурите и други материали, свързани с неговите публикувани тогава произведения – включително „Властелинът на пръстените“, „Хобитът“ и „Фермерът Джайлс от Хам“ – на отдела за специални колекции и университетски архиви в библиотеката на Джон П. Пейнър, Университет „Маркет“ в Милуоки, Уисконсин. След смъртта му наследството му дарява документите, съдържащи митологията на Толкин „Силмарилион“ и неговата академична работа на Бодлиевата библиотека в Оксфордския университет. Тя организира изложба на неговите творби през 2018 г., включваща повече от 60 предмета, които никога преди не са били виждани публично. През 2009 г. частична чернова на „Език и човешка природа“, която Толкин е започва да пише съвместно с К. С. Луис, но така и не е завършва, е открита в Бодлиевата библиотека.

## Езици и филология

### Кариера като езиковед
Както академичната кариера на Толкин, така и литературното му творчество са неотделими от любовта му към езика и филологията. Специализира английска филология в университета и през 1915 г. завършва староскандинавски език като специален предмет. Той работи върху Оксфордския речник на английския език от 1918 г. и се смята, че е работил върху редица думи, започващи с буквата W, включително walrus („морж“), над която той се измъчва много. През 1920 г. той става лектор по английски език в Университета в Лийдс, където си приписва заслуги за увеличаването на броя на студентите по езикознание от пет на двадесет. Той води курсове по староанглийски героични стихове, история на английския език, различни староанглийски и средноанглийски текстове, староанглийска и средноанглийска филология, уводна германска филология, готски, староисландски и средновековен уелски. Когато през 1925 г. 33-годишният Толкин кандидатства за професор по англосаксонски език на Роулинсън и Босуърт в Колеж „Пемброук“ в Оксфорд, той се хвали, че неговите студенти по германска филология в Лийдс дори са сформирали „Клуб на викингите“. Има известни, макар и несъвършени познания по фински език.
В частен план Толкин е привлечен от „неща с расово и езиково значение“ и в своята лекция от 1955 г. „Английски и уелски“, която е от решаващо значение за разбирането му за раса и език, той се забавлява с представи за „вродени езикови пристрастия“, които той нарича „роден език“ за разлика от „люлковия език“, на който човек първо се научава да говори. Той смята диалекта на Уест Мидландс на средноанглийския за свой собствен „роден език“ и, както пише на Уистън Хю Одън през 1955 г., „Аз съм жител на Уест Мидландс по кръв (и възприех ранния средноанглийски език на Уест Мидландс като познат език веднага щом го зърнах)“.

#### Езикова конструкция
Паралелно с професионалната работа на Толкин като филолог и понякога засенчвайки тази работа, в резултат на което академичната му продукция остава доста слаба, е неговата привързаност към изкуствените на езици. Най-развитите от тях са Куения и Синдарин, етимологичната връзка между които формира ядрото на голяма част от Легендариума на Толкин. Езикът и граматиката за Толкин са въпрос на естетика и благозвучие, а Куения по-специално е създаден от „фонестетични“ съображения; той е замислен като „елфски латински"“ и е фонологично базиран на латински, със съставки от финландски, уелски, английски и гръцки.
Толкин смятаа, че езиците са неотделими от митологията, свързана с тях, и следователно има смътен поглед върху помощните езици: през 1930 г. на конгрес на есперантистите той казва в лекцията си „Таен порок“: „Вашата езикова конструкция ще породи митология“, но до 1956 г. той заключава, че „Волапюк, Есперанто, Идо, Новиал, &c, са мъртви, много по-мъртви от древните неизползвани езици, защото техните автори никога не са измисляли есперантски легенди“.
Популярността на книгите на Толкин има малък, но траен ефект върху използването на езика в частност във фентъзи литературата и дори върху масовите речници, които днес обикновено приемат идиосинкратичните изписвания на Толкин dwarves и dwarvish (заедно с dwarfs и dwarfish), които са били малко използвани от средата на 19 век и по-рано. (Всъщност, според Толкин, ако староанглийското множествено число е било оцеляло, е щяло да е dwarrows или dwerrows). Той измисля термина eucatastrophe, използван главно във връзка със собствената му работа.

## Произведения на изкуството
Толкин се научи да рисува и рисува като дете и продължи да го прави през целия си живот. От началото на писателската му кариера развитието на неговите истории е придружено от рисунки и картини, особено на пейзажи, и от карти на земите, в които се развиват приказките. Той създава снимки, които да придружават историите, разказвани на собствените му деца, включително тези, публикувани по-късно в Mr Bliss и Roverandom, и им изпраща сложно илюстрирани писма, за които се твърди, че идват от Дядо Коледа. Въпреки че се смята за аматьор, издателят използва собствената корицата на автора, неговите карти и илюстрации на цяла страница за ранните издания на „Хобитът“. Той подготвя карти и илюстрации за „Властелинът на пръстените“, но първото издание съдържа само картите, неговата калиграфия за надписа върху Единствения пръстен и рисунката му с мастило на Вратите на Дурин. Голяма част от произведенията му са събрани и публикувани през 1995 г. като книга: JRR Tolkien: Artist and Illustrator. Книгата разглежда картините, рисунките и скиците на Толкин и възпроизвежда приблизително 200 примера от неговото творчество. Катрин Макилуейн организира голяма изложба на произведения на изкуството на Толкин в Бодлиевата библиотека, „Толкин: Създателят на Средната земя“, придружена от книга със същото име, която анализира постиженията на Толкин и илюстрира пълния набор от видове произведения на изкуството, които той е създал.

## Наследство

### Влияние
Докато много други автори издават фентъзи произведения преди Толкин, големият успех на „Хобитът“ и „Властелинът на пръстените“ води директно до възраждане на популярността и оформянето на модерния фентъзи жанр. Това кара Толкин да бъде популярно идентифициран като бащата на съвременната фентъзи литература или по-точно на епичното фентъзи, както в творчеството на автори като Урсула Ле Гуин и нейната серия „Землемория“. През 2008 г. в. „Таймс“ го класира на шесто място в списъка на „50-те най-велики британски писатели от 1945 г. насам“. Неговото влияние се разпростира върху музиката, включително настройката на датската група „Толкин Ансамбъл“ на цялата поезия във „Властелинът на пръстените“ към тяхната вокална музика и до широк набор от видеоигри, свързани със Средната земя. Сред литературните алюзии за Толкин, той се появява като възрастния „професор Дж. Б. Тимбърмил“ във всичките пет романа от поредицата на Джим Стюарт „Стълбище в Съри“. Ученият Том Шипи нарича Толкин един от авторите на 20 век и един от най-влиятелните автори на всички времена и заявява, че „не мисля, че някой съвременен писател на епично фентъзи е успял да избегне знака на Толкин, без значение колко много от тях са се опитвали". Работата му има огромно влияние върху западната поп култура и остава изключително влиятелна.

### Адаптации
В писмо от 1951 г. до издателя Милтън Уолдман Толкин пише за намеренията си да създаде „корпус от повече или по-малко свързани легенди“, от които „циклите трябва да бъдат свързани с величествено цяло, и все пак да оставят място за други умове и ръце, владеещи боя, музика и драма.“ Ръцете и умовете на много художници наистина са били вдъхновени от легендите на Толкин. Лично познати на него са Полин Бейнс (любимият илюстратор на Толкин на „Приключенията на Том Бомбадил“ и „Червенокосият Джайлс“) и Доналд Суон (който поставя музиката към „Пътят продължава вечно“). Датската кралица Маргрете II създава илюстрации към „Властелинът на пръстените“ в началото на 70-те години. Тя ги изпраща на Толкин, който е поразен от стилистичната прилика със собствените му рисунки. Толкин обаче не е категорично против идеята за драматична адаптация и продаде филмовите, сценичните и търговските права на „Хобитът“ и „Властелинът на пръстените“ на Юнайтид Артистс през 1968 г. Юнайтид Артистс никога не са направили филм, въпреки че режисьорът Джон Бурман е планирал филм на живо в началото на 70-те години. През 1976 г. правата са продадени на Толкин Ентърпрайзис – подразделение на Компания „Saul Zaentz“, а първата филмова адаптация на „Властелинът на пръстените“ е издадена през 1978 г. като анимационен ротоскопски филм, режисиран от Ралф Бакши със сценарий на фентъзи писателя Питър Бийгъл. Обхваща само първата половина от историята на „Властелинът на пръстените“.
През 1977 г. американската продуцентска компания „Ранкин-Бас“ създава анимационния телевизионен мюзикъл „Хобитът“, а през 1980 г. продуцира анимационния телевизионен мюзикъл „Завръщането на краля“, който обхваща някои от частите на „Властелинът на пръстените“, които Бакши не е могъл да завърши. От 2001 г. до 2003 г. Ню Лайн Синема издава „Властелинът на пръстените“ като трилогия от екшън филми, заснети в Нова Зеландия и режисирани от Питър Джаксън. Сериалът е успешен, като се представи изключително добре от комерсиална гледна точка и спечели многобройни Оскари. От 2012 г. до 2014 г. Уорнър Брос и Ню Лайн Синема издават „Хобитът“ – поредица от три филма, базирани на „Хобитът“, с Питър Джаксън, който е изпълнителен продуцент, режисьор и съсценарист. Първата част, „Хобит: Неочаквано пътешествие“, е пусната през декември 2012 г.; втората, „Хобит: Пущинакът на Смог“, през декември 2013 г.; и последната част, „Хобит: Битката на петте армии“, през декември 2014 г. През 2017 г. Амазон придобива глобалните телевизионни права върху „Властелинът на пръстените“ за поредица от нови истории, чието действие се развива преди „Задругата на пръстена“.

## Мемориали
Толкин и героите и местата от неговите произведения са се превърнали в епоними на много обекти от реалния свят. Те включват географски характеристики на Титан (най-голямата луна на Сатурн), имена на улици като There and Back Again Lane, вдъхновени от „Хобитът“, планини като Маунт Шадоуфакс, Маунт Гандалф и Маунт Арагорн в Канада, компании като Палантир Технолоджис, и видове, включително осата Shireplitis tolkieni, 37 нови вида молци Elachista и много вкаменелости.
От 2003 г. Толкиновото дружество организира Деня на четенето на Толкин, който се провежда на 25 март в училища по целия свят. През 2013 г. Колеж „Пемброук“ към Оксфордския университет създавае годишна лекция по фентъзи литература в чест на Толкин. През 2012 г. Толкин е сред британските културни икони, избрани от художника сър Питър Блейк да се появи в нова версия на най-известното му произведение на изкуството – обложката на албума на Бийтълс Sgt. Pepper's Lonely Hearts Club Band, за да отпразнува британските културни фигури от живота му, на които най-много се е възхищавал. Биографичният филм от 2019 г. „Толкин“, Фокусиран върху ранния живот и военните преживявания на Толкин. Семейството и имението Толкин заявяват, че не „одобряват, разрешават или участват в създаването“ на филма.
Няколко сини плочи в Англия (Бирмингам, Лийдс, Оксфорд, Уорик и Борнмът) отбелязват местата, свързани с Толкин, включително за детството му, работните му места и местата, които е посещавал.
Кралският монетен двор изработва възпоменателна монета от £2 през 2023 г., за да отбележи 50-ата годишнина от смъртта на Толкин.